# 武田京子 (漫画家)
武田 京子（たけだ きょうこ、1940年9月29日 - ）は、おもに少女漫画を手がけ、1960年代から1970年代にかけて『週刊マーガレット』や『週刊セブンティーン』で多数の作品を発表した日本の漫画家。
大阪府池田市生まれ。日本画専攻の学生時代に、貸本漫画作家としてデビューし、若木書房から貸本用の少女漫画作品を多数発表した。
1961年に雑誌『少女』（光文社）に掲載された『あの波こえて』で雑誌デビューして、以降、『週刊マーガレット』、『週刊セブンティーン』など集英社の少女誌で多数のヒット作を発表し、特に『さぼてんとマシュマロ』はテレビドラマ化されるほどの人気となった。1980年代以降は『BE in LOVE』など女性漫画/レディースコミック誌に活動の場を移した。

## おもな作品

### 『りぼん』連載
- 誰もわかってくれない[2]

### 『週刊マーガレット』連載
- 美加は生きた!
- 愛のひみつ
- リサのひとみ

### 『週刊セブンティーン』連載
- あいつと私（石坂洋次郎原作）[3]
- さぼてんとマシュマロ
- 命けずりぶし

### 『BE in LOVE』連載
- 昔遊んだジョージ